# Aporosa maingayi
Aporosa maingayi är en emblikaväxtart som beskrevs av Joseph Dalton Hooker. Aporosa maingayi ingår i släktet Aporosa och familjen emblikaväxter. Inga underarter finns listade i Catalogue of Life.